# فلسفة الذكاء الاصطناعي
هناك عدة تعريفات للذكاء الاصطناعي ولكن أربعة منها هي الأكثر شهرة وانتشارًا في أوساط المجتمع العلمي والجامعات في العالم، وعلى أساسه تعمل المجموعات البحثية والعلمية لتطوير برامج جديدة تساعدهم في الحياة العملية.

## الأنظمة والآلات التي تفكر كالبشر
إذا كان لا بد من تصميم آلات تفكر كالبشر فلا بد لنا أن نفهم كيف يفكر البشر، لذلك فإنه يجب علينا أن نفهم تمامًا الطريقة التي يعمل بها دماغنا، ولتحقيق ذلك يوجد طريقتين:
- فهم الدوافع التي تؤدي إلى تشكل أفكارنا ومن ثم محاولة التقاطها والعمل مثلها أو محاكاتها.
- فهم التجارب النفسية والتحليلية للإنسان.

إذا كان لدينا نظريات كافية وواضحة ومحددة للدماغ فأنه من الممكن أن نعبر عن تلك النظريات ببرنامج أو نظام آلي؛ فبعض الباحثين قاموا بتطوير أنظمة لحل المشاكل وبرامج بالاعتماد على سلسلة من الخطوات مشابهة بالخطوات المنطقية التي يتبعها الدماغ البشري لحل نفس المشكلة.
هناك العديد من العلوم التي يمكن أن تطور العمل في مجال الذكاء الاصطناعي ومنها العلوم الإدراكية التي تعتمد بشكل أساسي على التحقيقات التجريبية للتصرفات البشرية والحيوانية، وإن اجتماع العلوم المختلفة من مجال العلوم الإدراكية مع النماذج الحاسوبية المستخدمة في مجال الذكاء الاصطناعي والتقنيات التجريبية من العلوم النفسية يمكن لها تبني نظريات محددة للطريقة التي يعمل بها الدماغ البشري. وإن هذا الإجتماع يعني كل العلوم سالفة الذكر يمكن أن تقدم لنا إمكانات تطويرية في مجالات عدة وخاصة في مجال الرؤية الحاسوبية ومعالجة اللغات الطبيعية وفي الطرق التعليمية.

## الأنظمة التي تتصرف كالبشر
هناك اختبار مشهور يحدد فيما إن كان النظام يتصرف كالبشر أم لا وهو اختبار تورينغ فبحسب تورينغ التصرف الذكي هو قدرة النظام الآلي أن يحاكي مستوى الأداء البشري في كل المهمات الإدراكية التي توكل إليه ويقوم بهذا التقييم حكم إما أن يكون هذا الحكم نظام آلي أو إنسان بشري، ويكون هذا الاختبار كالتالي:
يكون لدينا في أحد الأطراف حكم وفي الطرف الآخر النظام المراد اختباره ويتم تبادل بيانات بين الطرفين بوسائل اتصالات عادية يستخدمها البشر بالحياة الطبيعية فإذا لم يستطع الحكم في الطرف المقابل أن يحدد فيما إذا كان في الطرف الآخر إنسان أم نظام آلي عندها يكون النظام ذكي، وليجتاز النظام الآلي الاختبار السابق لا بد من توفر التقنيات والأنظمة التالية (وهي تقنيات الذكاء الإصطناعي):
1. معالجة اللغات الطبيعية: وهي أن نتمكن من التواصل وإدارة النظام بشكل ناجح باللغة الطبيعية كاللغة العربية مثلاً.
2. تمثيل المعرفة المقدمة أثناء أو قبل عملية المعالجة.
3. المنطق الآلي لإستخدام المعلومات المخزنة للإجابة عن الأسئلة واستنباط إستنتاجات جديدة (المنطق الإستنتاجي).
4. آلية تعليم الآلة وذلك ليقوم النظام بتعديل الوضع الجديد واستنتاج نماذج جديدة (التعلم الذاتي).
5. الرؤية الحاسوبية ليتعرف على أغراض معينة (من وجهة نظر الحاسوب كتعرف الروبوت على الأشياء من حوله).
6. روبوتية (علم تصميم الإنسان الحاسوبي): ليتفادى الاصطدام بهذه الأشياء.

إن إنجازات الذكاء الاصطناعي اليوم لم ترقَ بعد للدخول في هذا الاختبار (ذكاء الآلة) وإنما تساعدنا في بعض التطبيقات كالحكم على بعض الأمراض كيف أتت باستخدام الأنظمة الخبيرة الطبية، وهناك بعض التجارب الناجحة في مجال معالجة اللغات الطبيعية.

## الأنظمة التي تفكر بشكل عقلاني
يرى أرسطو بأن التفكير الصحيح هو العمليات السببية المُفحِمة، وعلى أساسه الأنظمة التي تبنى لإعطاء إستنتاجات صحيحة بشكل دائم يجب أن تعطى مقدمات منطقية صحيحة، فعلى سبيل المثال إذا كان عنتر حصان وكانت الأحصنة تجري بسرعة فإن عنتر يجري بسرعة. إن مثل هذه القوانين تعتبر هي القوانين التي تسيطر على مجمل العمليات المنطقية التي يؤديها الدماغ البشري والتي كانت أساس تطوير علم المنطق. وفي منتصف الستينيات تم إيجاد برامج تستطيع أن توفر إمكانية لتوصيف المشكلة وإيجاد حلول لها بعد مدها بالمعلومات المنطقية الملاءمة لحل هذا النوع من المشاكل. ونأمل بأن يتاح لنا باستخدام الذكاء الاصطناعي استخدام أنظمة خبيرة.
توجد عقبتان فعليتان أمام هذا الفرع من الذكاء الاصطناعي لتحقيقه:
1. ليس من السهل أن نأخذ معلومات عشوائية ونضعها في عبارات منتظمة إذا كانت هذه المعلومات غير محددة مئة بالمئة.
2. هناك فرق كبير بين أن تكون قادرا على حل المشاكل وبين أن تصوغَها حاسوبياً.

## الأنظمة التي تتصرف بشكل عقلاني
التصرف بشكل عقلاني يعني تحقيق أهداف شخص ما بالاعتماد على معتقدات هذا الشخص.
فالعميل (Agent): عنصر برمجي يحتوي على الخصائص التالية:
1. ذاتية التصرف
2. استقلالية التنفيذ (بناء على معلومات سابقة)
3. حرية الحركة ضمن النظام في المجال المتاح للحركة (الذاكرة، الشبكة المحوسبة)
```
هو شيء يتعرف ويتصرف بشكل آلي ومنطقي. 
الذكاء الاصطناعي
 يظهر الطريقة التي يمكننا من خلالها بناء هذا العميل.
```

نلاحظ أنه من خلال التعاريف السابقة لا يوجد تعريف محدد وواضح للذكاء الاصطناعي بل هناك عدة تقنيات ونظريات لبناء أنظمة ذكية تتعامل بشكل ذكي وتتفاعل مع الأشخاص. إن مجمل ما يصنعه الإنسان في حياته يسعى دائما لتسهيل الحياة وتذليل العقبات والاستمتاع أكثر بالحياة وذلك من خلال الآلات والأنظمة التي يخترعها ويطورها الإنسان على مر العصور والدهور.

## الميادين والمجالات التي يغطيها الذكاء الاصطناعي
1. المعلوماتية العصبية: هي ذلك الفرع من الذكاء الاصطناعي الذي يحاكي الشبكات العصبية في عملها ويستفيد منها في عمليات التصنيف والفرز والتعرف وغيرها من العمليات المفيدة.
2. الأنظمة الخبيرة: هي الأنظمة التي تساعد الخبراء في اتخاذ قراراتهم بشكل أدق وذلك بالاعتماد على جملة من العمليات المنطقية للتوصل إلى قرار صحيح أو جملة من الخيارات المنطقية.
3. الروبوتية: هي الطريقة التي يسعى الباحثون لبناء إنسان آلي وذلك من خلال التركيز على الحركة بشكل أساسي ودمج التقنيات الأخرى المستخدمة في الذكاء الاصطناعي.
4. الرؤية الحاسوبية: يهدف إلى تطوير برمجيات وأنظمة تكون أكثر قدرة وكفاءة على معالجة الصور واستخلاص البيانات والمعلومات المفيدة منها.
5. معالجة اللغات الطبيعية: يسعى بشكل أساسي ليكون الحاسوب أكثر تفاعلية مع الإنسان وذلك من خلال فهم اللغة والتواصل معه بنفس الطريقة ويركز أيضا على تسهيل التواصل بين البشر من خلال بناء أنظمة للترجمة الآلية لعدة لغات بشكل فوري.
6. تمييز الأنماط: تمييز الأشكال والوجوه والأصوات وتمييز عائدية الكتابة اليدوية بعد دراسة وتحليل صفات كل منها يتم مطابقتها مع ما هو موجود في قاعدة المعرفة.
7. الألعاب: أبرزها الشطرنج وبعض الألعاب التتي تتطلب مهارة وذكاء.

## تطبيقات الذكاء الاصطناعي اليوم
يستخدم الذكاء الاصطناعي في هذه الأيام في العديد من المجالات العسكرية والصناعية والاقتصادية والتقنية والتطبيقات الطبية هي الأكثر انتشاراً في الوطن العربي.
قد بات الذكاء الاصطناعي في بعض المجالات حقيقة واقعة تحقق من خلاله انجازات كبيرة مثل التعرف على الأشكال كالوجوه أو التعرف على خط اليد وغيرها العديد من المجالات الأخرى كما يتم استخدام الذكاء الاصطناعي في التشخيص والتحكم اللاخطي كالتحكم بسكك الحديد، كما تستخدم الروبوتات في المفاعلات النووية وتمديد الأسلاك وإصلاح التمديدات السلكية التحت أرضية واكتشاف الألغام وتستخدم الروبوتات أيضا في الصناعات كصناعة السيارات والمعالجات وغيرها من المجالات الدقيقة كما تم استخدام برامج الذكاء الاصطناعي في تحليل البيانات كتحليل البيانات الاقتصادية كالبورصة، وفي مجالات أخرى بإمكان هذه البرامج توقع حالة الطقس بناءً على المعلومات التاريخية في قاعدة البيانات، ويستخدم أيضاً في الألعاب الحاسوبية حيث تم تطوير نظرية الألعاب وذلك بالاستفادة من الذكاء الاصطناعي في اللعب ضد البشر، ومثال على ذكاء إصطناعي يفهم لغة البشر ولديه القدرة على إخراج نص منطقي والتحليل هو شات جي بي تي، ويوجد أيضا العديد من التطبيقات الأخرى للذكاء الاصطناعي.

## اقرأ أيضا
- قانون الذكاء الاصطناعي